# Saint-Pierre-du-Mont (Landes)
Pour les articles homonymes, voir Saint-Pierre-du-Mont.
Saint-Pierre-du-Mont (Sent Peir deu Mont en gascon) est une commune de la banlieue sud-ouest de Mont-de-Marsan, située dans le département des Landes, en région Nouvelle-Aquitaine.
Ses habitants sont les Saint-Pierrois.

## Géographie

### Localisation
Commune de l'unité urbaine de Mont-de-Marsan située dans le pays de Marsan, au sud ouest de Mont-de-Marsan, aux confins de la forêt des Landes et de la région agricole de la Chalosse.

### Communes limitrophes
Les communes limitrophes sont  Benquet, Bretagne-de-Marsan, Campet-et-Lamolère, Haut-Mauco, Mont-de-Marsan et Saint-Perdon.
Les six communes limitrophes sont :
| Campet-et-Lamolère |                      | Mont-de-Marsan     |
| Saint-Perdon       | Saint-Pierre-du-Mont |                    |
| Haut-Mauco         | Benquet              | Bretagne-de-Marsan |

### Climat
Pour des articles plus généraux, voir Climat de la Nouvelle-Aquitaine et Climat des Landes.
Historiquement, la commune est exposée à un climat océanique aquitain.  
En 2020, Météo-France publie une typologie des climats de la France métropolitaine dans laquelle la commune est exposée à un climat océanique et est dans la région climatique  Aquitaine, Gascogne, caractérisée par une pluviométrie abondante au printemps, modérée en automne, un faible ensoleillement au printemps, un été chaud (19,5 °C), des vents faibles, des brouillards fréquents en automne et en hiver et des orages fréquents en été (15 à 20 jours).
Pour la période 1971-2000, la température annuelle moyenne est de 13,1 °C, avec une amplitude thermique annuelle de 14,8 °C. Le cumul annuel moyen de précipitations est de 1 026 mm, avec 12 jours de précipitations en janvier et 7,6 jours en juillet. Pour la période 1991-2020, la température moyenne annuelle observée sur la station météorologique la plus proche, située sur la commune de Mont-de-Marsan à 2 km à vol d'oiseau, est de 13,8 °C et le cumul annuel moyen de précipitations est de 918,1 mm,. Pour l'avenir, les paramètres climatiques de la commune estimés pour 2050 selon différents scénarios d’émission de gaz à effet de serre sont consultables sur un site dédié publié par Météo-France en novembre 2022.

## Urbanisme

### Typologie
Au 1er janvier 2024, Saint-Pierre-du-Mont est catégorisée centre urbain intermédiaire, selon la nouvelle grille communale de densité à sept niveaux définie par l'Insee en 2022.
Elle appartient à l'unité urbaine de Mont-de-Marsan, une agglomération intra-départementale regroupant deux  communes, dont elle est une commune de la banlieue,,. Par ailleurs la commune fait partie de l'aire d'attraction de Mont-de-Marsan, dont elle est une commune du pôle principal,. Cette aire, qui regroupe 101 communes, est catégorisée dans les aires de 50 000 à moins de 200 000 habitants,.

### Occupation des sols

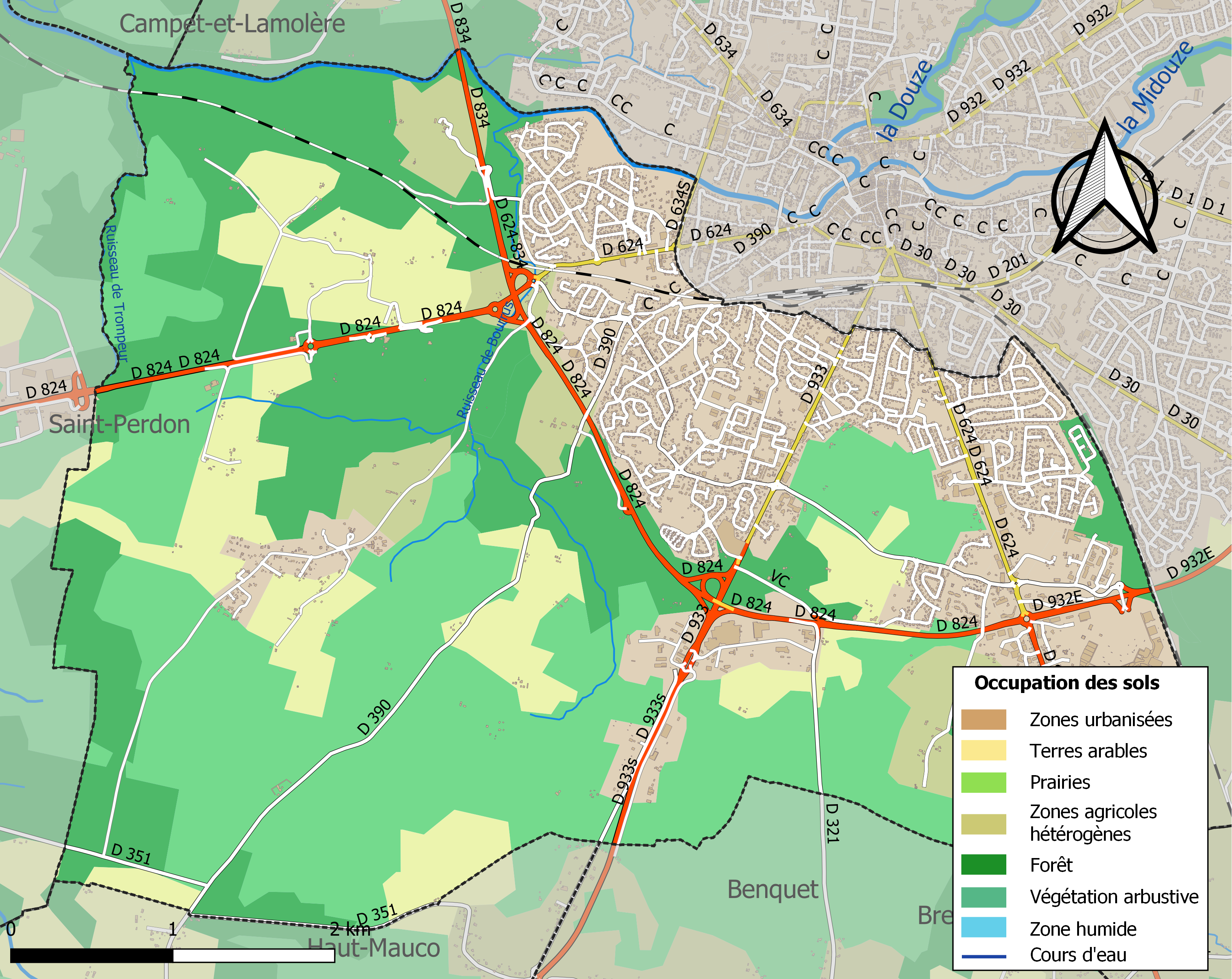
Carte des infrastructures et de l'occupation des sols de la commune en 2018 (CLC).

L'occupation des sols de la commune, telle qu'elle ressort de la base de données européenne d’occupation biophysique des sols Corine Land Cover (CLC), est marquée par l'importance des forêts et milieux semi-naturels (54,8 % en 2018), en diminution par rapport à 1990 (60,4 %). La répartition détaillée en 2018 est la suivante : milieux à végétation arbustive et/ou herbacée (30,9 %), forêts (23,9 %), zones urbanisées (19,4 %), terres arables (13,1 %), zones industrielles ou commerciales et réseaux de communication (6,5 %), zones agricoles hétérogènes (6,1 %). L'évolution de l’occupation des sols de la commune et de ses infrastructures peut être observée sur les différentes représentations cartographiques du territoire : la carte de Cassini (XVIIIe siècle), la carte d'état-major (1820-1866) et les cartes ou photos aériennes de l'IGN pour la période actuelle (1950 à aujourd'hui).

### Voies de communication et transports

#### Voies
| 321 odonymes recensés à Saint-Pierre-du-Mont (Landes) au 26 janvier 2014 | 321 odonymes recensés à Saint-Pierre-du-Mont (Landes) au 26 janvier 2014 | 321 odonymes recensés à Saint-Pierre-du-Mont (Landes) au 26 janvier 2014 | 321 odonymes recensés à Saint-Pierre-du-Mont (Landes) au 26 janvier 2014 | 321 odonymes recensés à Saint-Pierre-du-Mont (Landes) au 26 janvier 2014 | 321 odonymes recensés à Saint-Pierre-du-Mont (Landes) au 26 janvier 2014 | 321 odonymes recensés à Saint-Pierre-du-Mont (Landes) au 26 janvier 2014 | 321 odonymes recensés à Saint-Pierre-du-Mont (Landes) au 26 janvier 2014 | 321 odonymes recensés à Saint-Pierre-du-Mont (Landes) au 26 janvier 2014 | 321 odonymes recensés à Saint-Pierre-du-Mont (Landes) au 26 janvier 2014 | 321 odonymes recensés à Saint-Pierre-du-Mont (Landes) au 26 janvier 2014 | 321 odonymes recensés à Saint-Pierre-du-Mont (Landes) au 26 janvier 2014 | 321 odonymes recensés à Saint-Pierre-du-Mont (Landes) au 26 janvier 2014 | 321 odonymes recensés à Saint-Pierre-du-Mont (Landes) au 26 janvier 2014 | 321 odonymes recensés à Saint-Pierre-du-Mont (Landes) au 26 janvier 2014 | 321 odonymes recensés à Saint-Pierre-du-Mont (Landes) au 26 janvier 2014 |
| Allée                                                                    | Avenue                                                                   | Bld                                                                      | Chemin                                                                   | Côte                                                                     | Impasse                                                                  | Montée                                                                   | Passage                                                                  | Place                                                                    | Pont                                                                     | Route                                                                    | Rue                                                                      | Square                                                                   | Villa                                                                    | Autres                                                                   | Total                                                                    |
| ------------------------------------------------------------------------ | ------------------------------------------------------------------------ | ------------------------------------------------------------------------ | ------------------------------------------------------------------------ | ------------------------------------------------------------------------ | ------------------------------------------------------------------------ | ------------------------------------------------------------------------ | ------------------------------------------------------------------------ | ------------------------------------------------------------------------ | ------------------------------------------------------------------------ | ------------------------------------------------------------------------ | ------------------------------------------------------------------------ | ------------------------------------------------------------------------ | ------------------------------------------------------------------------ | ------------------------------------------------------------------------ | ------------------------------------------------------------------------ |
| 11                                                                       | 25                                                                       | 8                                                                        | 8                                                                        | 1                                                                        | 68                                                                       | 0                                                                        | 0                                                                        | 1                                                                        | 1                                                                        | 3                                                                        | 127                                                                      | 1                                                                        | 0                                                                        | 67                                                                       | 321                                                                      |
| Notes « N »                                                              | Notes « N »                                                              | 1. 2. 3. 4. 5. 6. 7. 8. 9.                                               | 1. 2. 3. 4. 5. 6. 7. 8. 9.                                               | 1. 2. 3. 4. 5. 6. 7. 8. 9.                                               | 1. 2. 3. 4. 5. 6. 7. 8. 9.                                               | 1. 2. 3. 4. 5. 6. 7. 8. 9.                                               | 1. 2. 3. 4. 5. 6. 7. 8. 9.                                               | 1. 2. 3. 4. 5. 6. 7. 8. 9.                                               | 1. 2. 3. 4. 5. 6. 7. 8. 9.                                               | 1. 2. 3. 4. 5. 6. 7. 8. 9.                                               | 1. 2. 3. 4. 5. 6. 7. 8. 9.                                               | 1. 2. 3. 4. 5. 6. 7. 8. 9.                                               | 1. 2. 3. 4. 5. 6. 7. 8. 9.                                               | 1. 2. 3. 4. 5. 6. 7. 8. 9.                                               | 1. 2. 3. 4. 5. 6. 7. 8. 9.                                               |
| Sources : rue-ville.info & OpenStreetMap                                 |                                                                          |                                                                          |                                                                          |                                                                          |                                                                          |                                                                          |                                                                          |                                                                          |                                                                          |                                                                          |                                                                          |                                                                          |                                                                          |                                                                          |                                                                          |

### Risques majeurs
Le territoire de la commune de Saint-Pierre-du-Mont est vulnérable à différents aléas naturels : météorologiques (tempête, orage, neige, grand froid, canicule ou sécheresse), inondations, feux de forêts, mouvements de terrains et séisme (sismicité très faible). Il est également exposé à un risque technologique,  le transport de matières dangereuses. Un site publié par le BRGM permet d'évaluer simplement et rapidement les risques d'un bien localisé soit par son adresse soit par le numéro de sa parcelle.

#### Risques naturels
Certaines parties du territoire communal sont susceptibles d’être affectées par le risque d’inondation par débordement de cours d'eau, notamment la Midouze. La commune a été reconnue en état de catastrophe naturelle au titre des dommages causés par les inondations et coulées de boue survenues en 1991, 1992, 1999, 2009 et 2020,.
Saint-Pierre-du-Mont est exposée au risque de feu de forêt. Depuis le 20 avril 2016, les départements de la Gironde, des Landes et de Lot-et-Garonne disposent d’un règlement interdépartemental de protection de la forêt contre les incendies. Ce règlement vise à mieux prévenir les incendies de forêt, à faciliter les interventions des services et à limiter les conséquences, que ce soit par le débroussaillement, la limitation de l’apport du feu ou la réglementation des activités en forêt. Il définit en particulier cinq niveaux de vigilance croissants auxquels sont associés différentes mesures,.
Les mouvements de terrains susceptibles de se produire sur la commune sont des tassements différentiels.
Le retrait-gonflement des sols argileux est susceptible d'engendrer des dommages importants aux bâtiments en cas d’alternance de périodes de sécheresse et de pluie. 25,7 % de la superficie communale est en aléa moyen ou fort (19,2 % au niveau départemental et 48,5 % au niveau national). Sur les 3 488 bâtiments dénombrés sur la commune en 2019,  794 sont en aléa moyen ou fort, soit 23 %, à comparer aux 17 % au niveau départemental et 54 % au niveau national. Une cartographie de l'exposition du territoire national au retrait gonflement des sols argileux est disponible sur le site du BRGM,.
Concernant les mouvements de terrains, la commune a été reconnue en état de catastrophe naturelle au titre des dommages causés par la sécheresse en 2017 et par des mouvements de terrain en 1999.

#### Risques technologiques
Le risque de transport de matières dangereuses sur la commune est lié à sa traversée par une ou des infrastructures routières ou ferroviaires importantes ou la présence d'une canalisation de transport d'hydrocarbures. Un accident se produisant sur de telles infrastructures est susceptible d’avoir des effets graves sur les biens, les personnes ou l'environnement, selon la nature du matériau transporté. Des dispositions d’urbanisme peuvent être préconisées en conséquence.

## Histoire
L'existence de Saint-Pierre-du-Mont est antérieure à la fondation de Mont-de-Marsan, la préfecture des Landes, comme le conte l'historien béarnais Pierre de Marca dans son « histoire du Béarn » (1640) : « entre 1133 et 1140, Pierre de Marsan (et par ailleurs comte de Bigorre) décide de construire un château fort au confluent de la Douze et du Midou, et de lui associer un castelnau entouré de murailles. Pour cet effet, il s'adressa aux populations des communes voisines de Saint-Genès et de Saint-Pierre afin de les obliger à faire leur résidence dans la ville nouvelle qu'il entreprenait, sous promesse de leur octroyer sa protection et toutes sortes d'immunités. »
L'archéologie a révélé la présence d'un habitat de l'âge du bronze au sud-est de la ville de Saint-Pierre-du-Mont (pas de données complémentaires pour le moment). Deux sites de la période « romaine » ont aussi été repérés par les archéologues. Le plus important se trouve au sud de la ville où des sondages archéologiques ont été réalisés en 2004 sur une structure bâtie (Centre de recherche archéologique sur les Landes) puis en 2005 à sa proche périphérie (INRAP). Ils ont révélé une occupation au Haut-Empire (premier et deuxième siècles de notre ère) avec plusieurs évolutions architecturales de la structure. La périphérie de cette structure a connu de nombreux remaniements avec les creusement de nombreux fossés. D'après les éléments recueillis, les archéologues  supposent que cette structure est du type villa. On suppose que cette structure antique ait été utilisée à l'époque mérovingienne puisque des sarcophages y auraient été découverts au siècle dernier (ces éléments ont disparu). Les sondages de certains secteurs étudiés montrent ensuite une occupation durant l'époque médiévale avec la construction de murs et le creusement d'une fosse dépotoir. Une chapelle est érigée en ce lieu a une date inconnue à ce jour mais dont on retrouve des mentions écrites au XIe siècle (Saint-Genès-des-Vallées). L'étude archéologique n'est que partielle car seule une partie du site est accessible, le reste se trouvant sous une construction privée. Le second site de la période romaine qui a été repéré se trouve au sud-ouest de la ville, à environ deux kilomètres du site mentionné plus haut. Il s'agit d'un habitat rural du Haut-Empire construit en matériaux légers (bois et torchis). On ne possède pas plus de données sur cette structure mais on suppose qu'elle appartenait au domaine de la « villa ».
L'archéologie a aussi permis de découvrir en 2006, au sud-est de la ville de Saint-Pierre-du-Mont, un habitat rural daté des Ve – VIe siècles de notre ère.
De nos jours, le monument historique le plus ancien de Saint-Pierre-du-Mont encore visible est son actuelle église paroissiale, dont la partie primitive date du XIe siècle. L'étude des documents écrit permet d'avancer que l’histoire médiévale de Saint-Pierre-du-Mont tend à se confondre par la suite avec celle de Mont-de-Marsan, fondée ultérieurement par le vicomte Pierre de Marsan. En 1866, Mont-de-Marsan absorbera d'ailleurs une partie du territoire de Saint-Pierre-du-Mont, ainsi que les communes de Saint-Jean-d'Août-et-Nonères et de Saint-Médard-de-Beausse.
Pendant la Seconde Guerre mondiale, la ville est le théâtre de la libération de Mont-de-Marsan.

## Héraldique
| Blason | Blasonnement : D'azur à la barre de gueules chargée d'une fleur de lys d'or accostée de deux mouchetures d'hermine d'argent, le tout posé à plomb, accompagnée de deux clefs affrontées aussi d'argent, l'une en chef et l'autre en pointe, le tout enfermé dans une filière aussi d'or |

## Politique et administration

### Liste des maires
| Période                                  | Période   | Identité             | Étiquette | Qualité                                                                              |
| ---------------------------------------- | --------- | -------------------- | --------- | ------------------------------------------------------------------------------------ |
| 1831                                     | 1835      | Monsieur Tachon      |           |                                                                                      |
| 1836                                     | 1848      | Bernard Clavé        |           |                                                                                      |
| 1849                                     | 1851      | Monsieur Darrieux    |           |                                                                                      |
| 1851                                     | 1852      | MonsieurLatour       |           |                                                                                      |
| 1853                                     | 1856      | Lubet-Barbon         |           |                                                                                      |
| 1857                                     | 1860      | Bernard Clavé        |           |                                                                                      |
| 1861                                     | 1865      | Edmond Lafage        |           |                                                                                      |
| 1865                                     | 1881      | Lubet-Barbon         |           |                                                                                      |
| 1882                                     | 1888      | Jean Dusclaux        |           |                                                                                      |
| 1889                                     | 1929      | Camille Brettes      |           |                                                                                      |
| 1929                                     | 1945      | Daniel Betous        |           | Médecin - Maire, nommé membre de la Commission administrative départementale en 1941 |
| 1945                                     | 1958      | Jean Lassère         |           |                                                                                      |
| 1959                                     | 1989      | Jean Audouin         | RPR       | Conseiller général du Canton de Mont-de-Marsan-Sud (1973-1979)                       |
| mars 1989                                | juin 1995 | Jean-Claude Nozières | RPR       |                                                                                      |
| juin 1995                                | mars 2014 | Jean-Pierre Jullian  | PS        | Ancien président de l'agglomération du Marsan                                        |
| mars 2014                                | En cours  | Joël Bonnet          | DVD       |                                                                                      |
| Les données manquantes sont à compléter. |           |                      |           |                                                                                      |

## Démographie
L'évolution du nombre d'habitants est connue à travers les recensements de la population effectués dans la commune depuis 1793. Pour les communes de moins de 10 000 habitants, une enquête de recensement portant sur toute la population est réalisée tous les cinq ans, les populations de référence des années intermédiaires étant quant à elles estimées par interpolation ou extrapolation. Pour la commune, le premier recensement exhaustif entrant dans le cadre du nouveau dispositif a été réalisé en 2004.

En 2022, la commune comptait 9 996 habitants, en évolution de +5,42 % par rapport à 2016 (Landes : +5,78 %, France hors Mayotte : +2,11 %).
| 1793  | 1800  | 1806 | 1821  | 1831  | 1836  | 1841  | 1846  | 1851  |
| ----- | ----- | ---- | ----- | ----- | ----- | ----- | ----- | ----- |
| 1 075 | 1 048 | 746  | 1 567 | 1 358 | 1 314 | 1 344 | 1 448 | 1 455 |

| 1856  | 1861  | 1866 | 1872 | 1876 | 1881 | 1886 | 1891 | 1896 |
| ----- | ----- | ---- | ---- | ---- | ---- | ---- | ---- | ---- |
| 1 618 | 1 698 | 964  | 960  | 940  | 940  | 964  | 954  | 954  |

| 1901 | 1906  | 1911 | 1921 | 1926 | 1931 | 1936  | 1946  | 1954  |
| ---- | ----- | ---- | ---- | ---- | ---- | ----- | ----- | ----- |
| 954  | 1 029 | 957  | 901  | 977  | 993  | 1 042 | 1 156 | 1 342 |

| 1962  | 1968  | 1975  | 1982  | 1990  | 1999  | 2004  | 2006  | 2009  |
| ----- | ----- | ----- | ----- | ----- | ----- | ----- | ----- | ----- |
| 2 254 | 4 305 | 6 104 | 6 290 | 7 075 | 7 164 | 7 570 | 8 171 | 8 907 |

| 2014  | 2019  | 2022  | - | - | - | - | - | - |
| ----- | ----- | ----- | - | - | - | - | - | - |
| 9 449 | 9 689 | 9 996 | - | - | - | - | - | - |

## Économie
- Centre commercial Grand Moun.
- Complexe commercial du centre ville, avenue Camille-Brettes.
- Centre commercial avenue du Corps-Franc-Pommiès.

## Lieux et monuments

### Édifices et sites
- Église paroissiale de Saint-Pierre-du-Mont
- Fédération française de la course landaise

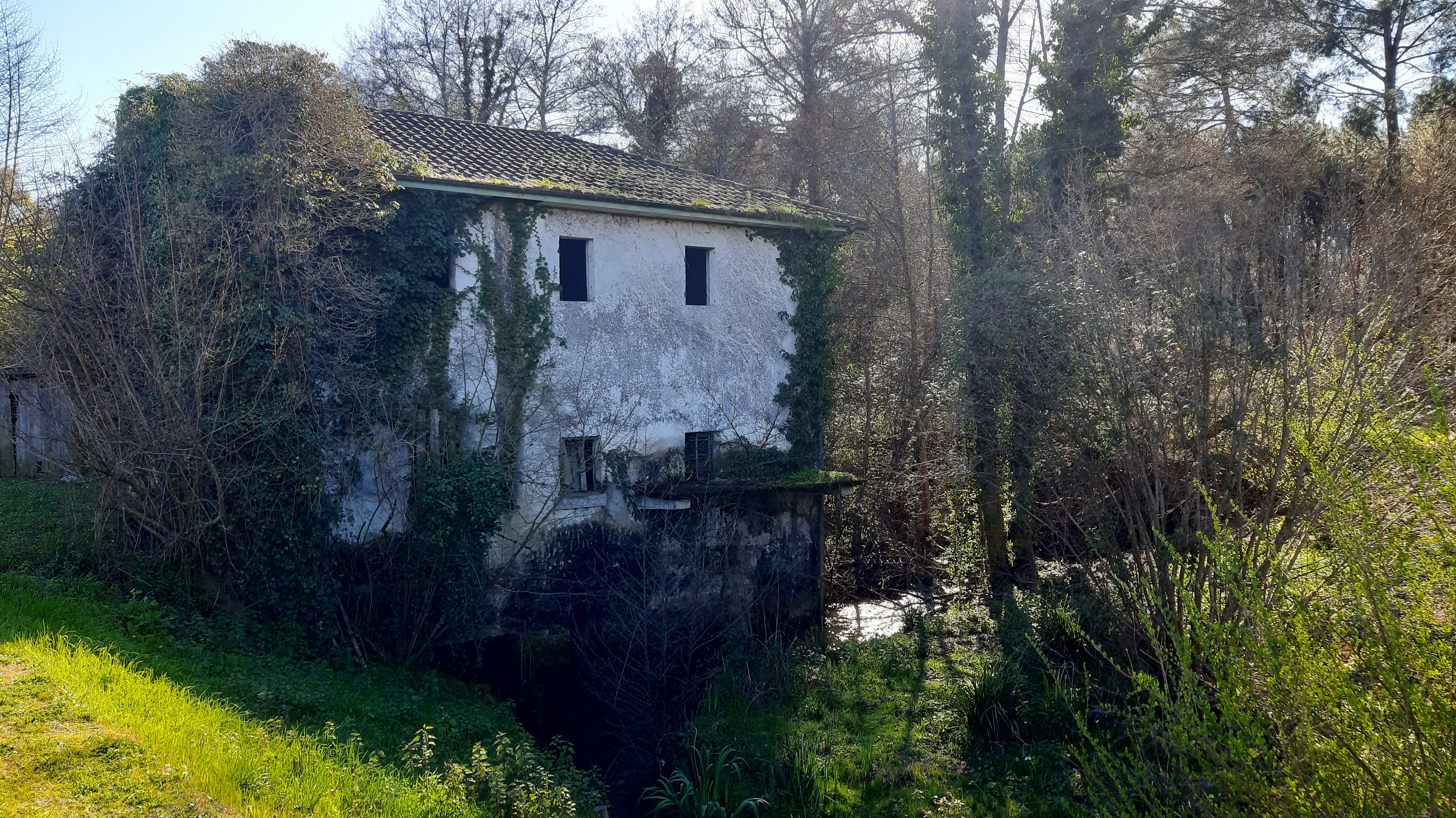
Moulin de Bats, chemin de Latrillette, sur le ruisseau de Bourrus.

### Spectacles
- Pôle culturel intercommunal du Marsan, espace de diffusion, de création et d'apprentissage artistique (musique, danse, arts du cirque…).
- Cinéma Les Toiles du moun (4 salles), ouvert le 25 novembre 2014.

### Culte
Le culte protestant se célèbre à l'église évangélique

## Personnalités liées à la commune
- Marie-Gabriel Biessy (1854–1935), peintre français, né à Saint-Pierre-du-Mont.
- Jacques Gourgues né le 27 mars 1937 à Saint-Pierre-du-Mont. Joueur de rugby à XV. Vainqueur du championnat de France de rugby en 1963 avec le Stade Montois. Arrière (1,75 m et 77 kg).

## Évènements
- Course landaise gratuite au Théâtre de verdure à la mi-juin.